# Monte Dourado Airport
Monte Dourado Airport är en flygplats i Brasilien.   Den ligger i kommunen Almeirim och delstaten Pará, i den norra delen av landet, 1 700 km norr om huvudstaden Brasília. Monte Dourado Airport ligger 206 meter över havet.
Terrängen runt Monte Dourado Airport är kuperad åt sydost, men åt nordväst är den platt. Monte Dourado Airport ligger uppe på en höjd.Trakten runt Monte Dourado Airport är nära nog obefolkad, med mindre än två invånare per kvadratkilometer..
I omgivningarna runt Monte Dourado Airport växer i huvudsak städsegrön lövskog.